# The Center

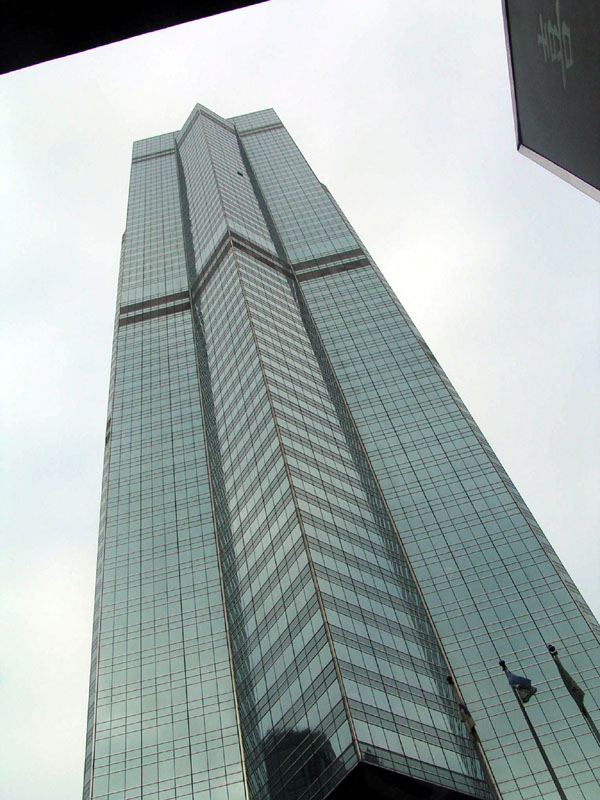
Blick von unten auf das Bauwerk

The Center ist der Name eines Wolkenkratzers in Hongkong. Das Gebäude ist mit 346 Metern das fünfthöchste der Stadt. Der mit einer Spitze abschließende Büroturm wurde im Jahr 1998 errichtet und hat 73 Etagen. The Center steht im Ortsteil Central und hat die Adresse: 99 Queen’s Road Central. Mit einem Kaufpreis von 5,15 Milliarden US-Dollar ist „The Center“ das teuerste jemals verkaufte Gebäude der Welt (Stand 2017).